# Stade de Birkhadem
Le stade de Birkhadem est un stade de football de 7 300 places situé dans la ville de Birkhadem dans la wilaya d'Alger.
Sa construction a débuté dans les années 1990, pour n'être achevé qu'en 2022[réf. nécessaire].

## Galerie

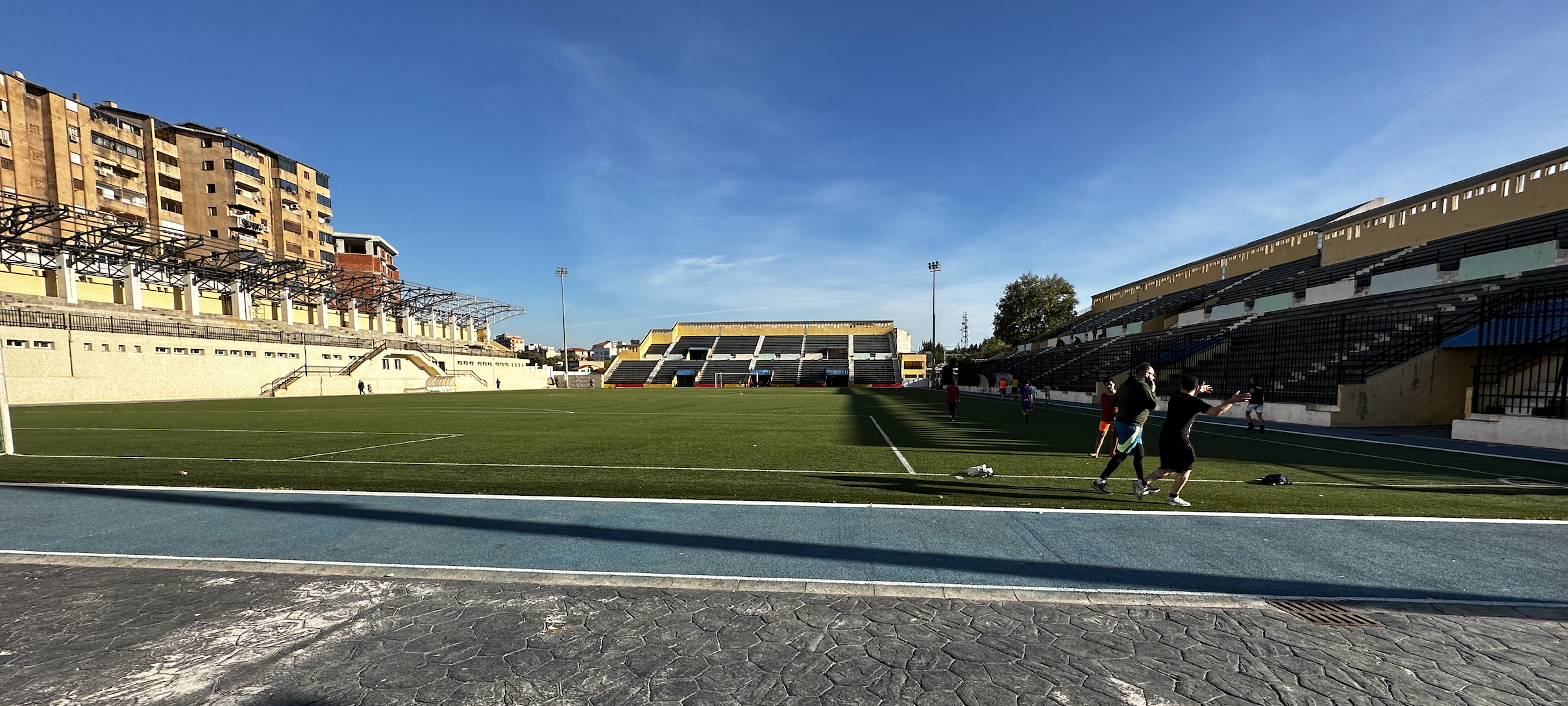
Vue globale du stade.
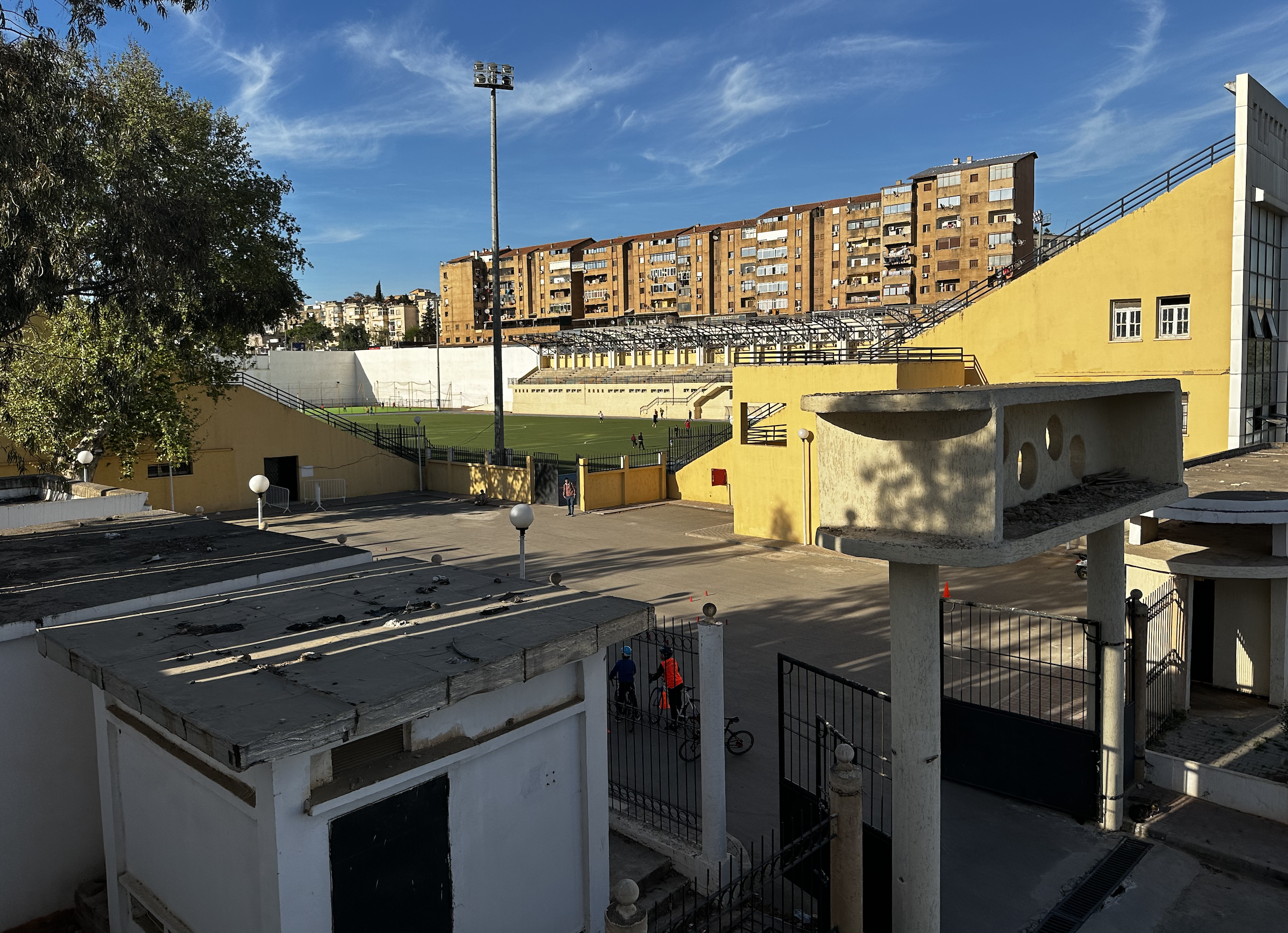
Vue depuis l'autoroute